# Saphanidus collarti
Saphanidus collarti là một loài bọ cánh cứng trong họ Cerambycidae.